# Parc national de Shambe
Le parc national de Shambe (anglais : Shambe National Park) est un parc national situé dans les États de l'Unité et des Lacs au Soudan du Sud. Il a obtenu le statut de parc national en 1985.
Dans la classification du WWF, il appartient à l'écorégion de la mosaïque de forêt-savane du Congo du Nord.